# Suvorovske, Krînîcikî
Suvorovske (în ucraineană Суворовське) este un sat în așezarea urbană Krînîcikî din raionul Krînîcikî, regiunea Dnipropetrovsk, Ucraina.

## Demografie
Componența lingvistică a localității Suvorovske
     Ucraineană (90,11%)
     Rusă (8,63%)
     Alte limbi (0,21%)
Conform recensământului din 2001, majoritatea populației localității Suvorovske era vorbitoare de ucraineană (90,11%), existând în minoritate și vorbitori de rusă (8,63%).